# Dominique Lebrun
Dominque Julien Claude Marie Lebrun más conocido como Dominique Lebrun (n. Ruan, Región de Normandía, Francia, 10 de enero de 1957) es un arzobispo católico, árbitro, abogado, profesor y teólogo francés. Estudió en diversas instituciones académicas tanto de Francia como de Italia. En junio de 1984 fue ordenado sacerdote para la Diócesis de Saint-Denis, en la cual ha desempeñado su ministerio pastoral.
En junio de 2006, el Papa Benedicto XVI le nombró obispo de Saint-Étienne y en julio de 2015, el Papa Francisco le nombró como nuevo arzobispo metropolitano de Ruan y Primado de Normandía.

## Primeros años y familia
Dominique Lebrun nació el día 10 de enero del año 1957 en la ciudad francesa de Ruan, que está situada en la Región de Normandía.
Él es el más joven de sus ocho hermanos. Su padre es Auguste Lebrun, que era magistrado y su madre era Geneviève Facque, que se dedicaba a las tareas domésticas.
Proviene de una familia de gran tradición católica, lo que le influyó para que años más tarde descubriese su vocación religiosa.
Aunque naciese en la ciudad de Ruan, él junto a su familia pasó toda su infancia en la localidad de Villemomble, que está situada en la Región de Isla de Francia.

## Formación
Después de graduarse en educación secundaria, pasó a ser alumno de la Universidad Panthéon-Assas (Paris II), en la cual acabó obteniendo una licenciatura en la carrera de Derecho. Tras licenciarse se unió al Movimiento de la Juventud Católica de Francia, animado por sacerdotes tradicionalistas de la Fraternidad Sacerdotal San Pío X.
Durante esa época, también obtuvo un máster en Derecho mercantil.
Luego seguido por su vocación religiosa, decidió trasladarse a Italia para ingresar en el Pontificio Seminario Francés de Roma y estudiar durante un tiempo en la Universidad Pontificia de Santo Tomás de Aquino (Angelicum).
A su regreso a Francia en 1978, pasó a estudiar en el Instituto Católico de París. Allí se graduó en 1990 con una tesis doctoral en ciencia teológica, dirigida y escrito con la ayuda del religioso dominico, Pierre-Marie Gy.

## Sacerdocio
Finalmente el 9 de junio de 1984 fue ordenado sacerdote para la diócesis de Saint-Denis, por el entonces obispo Guy Deroubaix.
Inició su ministerio pastoral como vicario de la Iglesia Saint-Baudile de Neuilly-sur-Marne y en 1994 pasó a ser Párroco de la Iglesia Saint-Germain de Pantin y Director y editor de "La Maison-Dieu", que es una revista científica, pastoral y litúrgica de la Orden de Predicadores.
Luego en 1998 volvió a Italia para ser director espiritual en el Pontificio Seminario Francés de Roma, en el cual estuvo hasta el año 2001, cuando regresó de nuevo a Francia para continuar trabajando en su diócesis.
Pasó a ser Director Espiritual de la diócesis, dedicándose plenamente a la formación permanente de los jóvenes seminaristas, sacerdotes y misioneros. También fue párroco de la Iglesia Sainte-Geneviève-de-la-Plaine. Y en 2003 fue designado como párroco de la Basílica de Saint-Denis y otras parroquias en el área pastoral, así como miembro del consejo pastoral diocesano.

## Carrera episcopal

### Obispo
El 28 de junio de 2006 ascendió al episcopado, cuando el papa Benedicto XVI le nombró obispo de la diócesis de Saint-Étienne (Región de Auvernia-Ródano-Alpes), en sucesión de Pierre Joatton.
Tras su nombramiento, además de su escudo, escogió como lema la frase escrita en latín "Vos dixi amicos".
Recibió la consagración episcopal el 9 de septiembre de ese mismo año, a manos del cardenal-Arzobispo de Lyon, Philippe Barbarin que se desempeñó como consagrador principal. Sus co-consagradores fueron el entonces obispo de Saint-Denis, Olivier de Berranger y el obispo emérito de Saint-Étienne, Pierre Joatton.
Como obispo pasó a ser miembro del Consejo para la Comunicación de la Conferencia Episcopal de Francia (CEF), así como Presidente del Consejo de Orientación de Radio chrétienne francophone (RCF), que es una red de radio cristiana de habla francesa emitido tanto en Francia como en Bélgica.
En 2010 fue el primer obispo de todo el país en participar en la movilización Marcha por la Vida que se celebró en París.

### Arzobispo
Desde el 10 de julio de 2015, tras haber sido nombrado por el papa Francisco, es arzobispo metropolitano de la arquidiócesis de Ruan y a su vez se convierte en Primado de Normandía. Sustituye a Jean-Charles Descubes.
Tomó posesión oficial de esta nueva sede el día 11 de octubre durante una eucaristía especial de bienvenida que tuvo lugar en la Catedral de Nuestra Señora de Ruan. Cabe destacar que el 3 de abril de 2016 bendijo las nuevas campanas de la misma catedral, hechas por los destacados forjadores, Fonderie Paccard.
El 29 de junio de 2016 recibió el palio arzobispal a manos del sumo pontífice, durante la celebración de la solemnidad conjunta de san Pedro y san Pablo que tuvo lugar en la Basílica de San Pedro de la Ciudad del Vaticano, en la cual concelebró dicha ceremonia en el Baldaquino de San Pedro junto al papa.
También el 8 de septiembre durante una ceremonia en la catedral de Ruan, el nuncio apostólico en el país, Luigi Ventura le impuso otro palio como símbolo de su función como Primado de Normandía.
Dentro de la Conferencia Episcopal Francesa es miembro del Consejo para la Familia y la Sociedad, donde es responsable de la atención pastoral judicial y de prisiones. También es responsable del grupo de trabajo "Prêtres venus d'ailleurs" (sacerdote de afuera).

## Asesinato de Jacques Hamel
El 26 de julio de 2016, Dominique Lebrun se encontraba en Polonia con motivo de la Jornada Mundial de la Juventud 2016, cuando se supo que el sacerdote Jacques Hamel, que era uno de sus presbíteros en su diócesis, había sido brutalmente asesinado en el Atentado de la iglesia de Saint-Étienne-du-Rouvray.
En Polonia recordó que: «la Iglesia católica no puede tener armas distintas de las de la oración y la fraternidad entre los hombres». 
También añadió entre otras cosas: «Dejo aquí a cientos de jóvenes que son el futuro de la humanidad, y por eso les pido que no se rindan a la violencia, sino que se conviertan en apóstoles de la civilización del amor». 
Tras este ataque terrorista regresó rápidamente a Francia y el entonces Presidente de la República Francesa, François Hollande le recibió en el Palacio del Elíseo de París.

## Datos curiosos
- Dominique Lebrun fue árbitro oficial de la Federación Francesa de Fútbol (FFF), durante un total de 13 años.[10]
- La madre de Lebrun, después de haber quedado viuda y haber criado a sus 8 hijos, abrazó la vida monástica con el nombre de Sor Geneviève Marie.

## Condecoración
| Insignia | Título                                               | Fecha               | Otorgado por      |
| -------- | ---------------------------------------------------- | ------------------- | ----------------- |
|          | Caballero de la Orden Nacional de la Legión de Honor | 16 de abril de 2017 | François Hollande |